# Europejski Kongres Religii Etnicznych
Europejski Kongres Religii Etnicznych (ang. European Congress of Ethnic Religions, ECER) – stowarzyszenie założone w czerwcu 1998 roku w Wilnie przez delegatów politeistycznych i rekonstrukcjonistycznych związków wyznaniowych. Głównym celem jest wspieranie religii etnicznych i walka o większą tolerancję religijną na świecie.
Przed 2010 rokiem organizacja nosiła nazwę Światowy Kongres Religii Etnicznych.

## Członkowie

### Członkowie założyciele
- Romuva ( Litwa)
- Dievturība ( Łotwa)
- Rodzima Wiara ( Polska)
- Ásatrúarfélagið ( Islandia)
- Forn Siðr ( Dania)
- Najwyższa Rada Hellenów ( Grecja)
- Diipetes ( Grecja)
- Association Domus ( Francja)
- Werkgroep Traditie ( Belgia)

### Późniejsi członkowie
- Dávný obyčej ( Czechy)
- Eldaring ( Niemcy)
- Foreningen Forn Sed ( Norwegia)
- Movimento Tradizionale Romano ( Włochy)
- Federazione Pagana ( Włochy)
- Prawosławja ( Ukraina)
- Slovenski Staroverci ( Słowenia)
- Werkgroep Hagal ( Holandia)

Obserwatorem jest również hinduistyczny Vishva Hindu Parishad ( Indie)

## Kongresy
- Wilno ( Litwa) (21-23 czerwca 1998)
- Telsze ( Litwa) (16-19 sierpnia 1999)
- Bradesiai ( Litwa) (9-11 sierpnia 2000)
- Wilno ( Litwa) (12-13 sierpnia 2001)
- Wilno ( Litwa) (12-13 sierpnia 2002)
- Wilno ( Litwa) (7-9 sierpnia 2003)
- Ateny ( Grecja) (4-6 czerwca 2004)
- Antwerpia ( Belgia) (8-10 czerwca 2005)
- Jaipur ( Indie) (5-10 lutego 2006)
- Ryga-Jurmała-Sigulda ( Łotwa) (19-21 czerwca 2007)
- Jędrzychowice ( Polska) (20-22 sierpnia 2008)
- Nagpur ( Indie) (31 stycznia-5 lutego 2009)
- Bolonia ( Włochy) (26-29 sierpnia 2010)
- Odense ( Dania) (22-25 sierpnia 2012)
- Praga ( Czechy) (5-11 sierpnia 2013)
- Wilno ( Litwa) (8-11 lipca 2014)
- Praga ( Czechy) (14-17 lipca 2016)
- Rzym ( Włochy) (19-22 kwietnia 2018)